# Padampur Sukhran
Padampur Sukhran es una ciudad censal situada en el distrito de Pauri Garhwal,  en el estado de Uttarakhand, India. Su población es de 9802 habitantes (2011).

## Demografía
Según el censo de 2011 la población de Padampur Sukhran era de 9802 habitantes, de los cuales 4533 eran hombres y 5269 eran mujeres. Padampur Sukhran tiene una tasa media de alfabetización del 93,55%, superior a la media estatal del 78,82%: la alfabetización masculina es del 98,39%, y la alfabetización femenina del 89,60%.